# Rožmitál na Šumavě
Rožmitál na Šumavě (německy Rosenthal) je obec v okrese Český Krumlov v Jihočeském kraji. Žije v něm 421 obyvatel.

## Název
Název vesnice se v historických pramenech objevuje ve tvarech: Rosental (1259), Resentallad (1379), Rosental (1369 až okolo roku 1405), Rožmital (1490), Rosental (1493), „mezi Michniczy a Rosstalem“ (1543), Rosenthal (1841), Rožmitál a Rosenthal (1848), Rožmitál (okolo roku 1900). 

## Historie
První písemná zmínka o Rožmitálu pochází z roku 1259, kdy sídlo patřilo Rožmberkům. Založen byl pravděpodobně krátce předtím Vokem z Rožmberka jako trhové středisko přilehlé části panství. Časem ho ale zastínil výhodněji položený Rožmberk nad Vltavou. Podle urbáře z roku 1379 byl Rožmitál městečkem na rožmberském panství, jehož součástí zůstal po celý středověk. Funkci tržního centra plnil i v době po husitských válkách.
Městečko vzniklo na ostrožně ohraničené Rožmitálským a Močeradským potokem. Jeho jádrem je trojúhelníkové náměstí, kterým vede průjezdní komunikace od Horní brány na severu k Dolní bráně na jihu. Obě brány zanikly, stejně jako obvodová hradba, z níž se snad dochovalo jen několik valovitých vyvýšenin nejasného původu.
Před rokem 1848 byl Rožmitál součástí buquoyského panství. V roce 1938 v něm žilo 577 obyvatel. V letech 1938 až 1945 byla obec v důsledku uzavření Mnichovské dohody přičleněna k nacistickému Německu.

## Přírodní poměry
Rožmitál stojí v Šumavském podhůří. V katastrálních územích Čeřín a Koryta u Hněvanova se nachází evropsky významná lokalita Vltava Rožmberk – Větřní.

## Obyvatelstvo
| Rok            | 1869 | 1880 | 1890 | 1900 | 1910 | 1921 | 1930 | 1950 | 1961 | 1970 | 1980 | 1991 | 2001 | 2011 | 2021 |
| -------------- | ---- | ---- | ---- | ---- | ---- | ---- | ---- | ---- | ---- | ---- | ---- | ---- | ---- | ---- | ---- |
| Počet obyvatel | 832  | 911  | 860  | 845  | 884  | 713  | 712  | 217  | 322  | 259  | 262  | 245  | 287  | 287  | 302  |
| Počet domů     | 145  | 156  | 151  | 152  | 152  | 150  | 150  | 134  | 105  | 44   | 42   | 63   | 50   | 95   | 95   |

## Části obce
- Rožmitál na Šumavě (k. ú. Rožmitál na Šumavě, Koryta u Hněvanova a zčásti Čeřín)
- Čeřín (k. ú. Čeřín)
- Hněvanov (k. ú. Hněvanov)
- Michnice (k. ú. Hněvanov)
- Zahrádka (k. ú. Zahrádka)

## Pamětihodnosti
- Kostel svatého Šimona a Judy[10]
- Poutní kostel Panny Marie Pomocné
- Křížová cesta
- Sousoší svatého Jana Nepomuckého na návsi
- Památník padlých v první světové válce na náměstí

V domě čp. 49 (naproti obecnímu úřadu) je muzeum, ve kterém jsou expozice věnované historii obce, historii místního dobrovolného hasičského sboru, podobě vesnické třídy před sto lety, telegrafu, telefonu a rádiu a pohádkovým postavám.